# Frédéric Benoît Victoire Jullien
Pour les articles homonymes, voir Jullien.
Frédéric Benoît Victoire Jullien, né le 13 avril 1785 à Lapalud, est un militaire français, frère du célèbre général et comte d’Empire Louis Joseph Victor Jullien de Bidon, et de Thomas Prosper Jullien aide de camp de Bonaparte. Contrairement à ses frères, il reprendra la particule devant son nom lors de la Restauration.

## Biographie
Il intègre dès 1800, le prestigieux Prytanée français au Collège militaire de Saint-Cyr. Le 14 août 1802, Frédéric Jullien se voit récompensé, pour son excellence, d’un prix en mathématiques et d’un en dessin. Il est promu, le 18 juillet 1802, sous-lieutenant au 7e régiment bis des hussards qui deviendra par la suite le 28e régiment de dragons. En 1804, il intègre, avec son régiment, l’armée des côtes de l’Océan constituée à Boulogne par Napoléon en vue d’un débarquement en Angleterre. Il s’entraîne pendant deux ans, participe à la construction de forts et creuse des ports. Malheureusement, l’échec de la tentative de réunion de la flotte de Haut bord dans la Manche condamne ce projet. L’armée des côtes de l’océan devient alors la Grande Armée.

## Les campagnes de l'Empire
À partir de fin 1806, il combat en Italie. Le 30 octobre 1805, il livre combat lors de la bataille de Caldiero, village sur la route de Vérone à Vicence. Il passe lieutenant le 1er septembre 1807. En 1808, il rejoint la Grande Armée pour entreprendre la conquête de l’Allemagne et de l’Autriche. Le 8 mai 1809, après avoir fait preuve de la plus grande bravoure, il reçoit au passage de la Piave un coup de sabre qui lui fend la joue droite de l’oreille à la lèvre supérieure, plusieurs coups de sabre à la tête et un coup de lance à la cuisse. Malgré ces blessures, il rejoint en juillet son unité en Allemagne pour la seconde campagne d’Autriche. Le 9 juin 1809 à Gratz en Styrie, il est nommé capitaine au 28e régiment de dragons de la Grande Armée, incorporé au 1er corps de cavalerie commandé par le général et Baron d’Empire Jean-Pierre Doumerc. En juin 1812, après avoir soumise l’Allemagne, il poursuit avec la campagne de Russie. Il est à nouveau blessé par un coup de lance à la fesse droite le 9 octobre 1812 lors de la terrible bataille de Moscou. Le 11 octobre, il reçoit pour faits de guerre la croix de la légion d’honneur. Cependant à partir de novembre 1812, l'hiver russe cause de lourdes pertes à l'armée française. Les soldats et les chevaux commencent à mourir de faim, de froid et de fatigue. Le 14 décembre, après les départs successifs de Napoléon pour Paris et Murat pour Naples, la Grande Armée est repoussée hors du territoire russe. C’est l’heure de la retraite.
Durant l’année 1813, il participe tout à tour aux campagnes de Saxe puis de Silésie. De janvier à avril 1814, il prend part à la campagne de France, pendant laquelle il combat aux batailles de Saint-Louis le 2 janvier, Champagne le 3 janvier et La Rothière le 1er février. Le 14 février, en chargeant sur un carré ennemi à la bataille de Vauchamps, son cheval est terrassé par une pluie de balles. Lui est touché par un coup de feu qui lui brise la jambe droite. Il connaîtra la fin de l’Empire sur un lit de l’Hôpital de Paris.

## LaRestauration
Le 1er août 1814, il est mis en non activité, comme la majorité des officiers ayant servi sous l’Empire. Le 5 juillet 1815, il intègre le 7e régiment des dragons mais est mis en demi-solde deux mois plus tard, le 15 septembre 1815. Nommé le 7 février 1816 au régiment des dragons de la Manche (7e régiment de dragons), il reçoit la croix de chevalier de l’ordre royal et militaire de Saint-Louis le 18 décembre 1816. Il passe lieutenant colonel (chef d’escadron) au régiment des dragons de la Gironde (4e régiment de dragons) le 18 décembre 1822. Il finit sa carrière militaire en tant que Major du même régiment le 28 février 1823. En mai 1823, la blessure par balle reçut au cours de la campagne de France se réveille. Les médecins craignent une « rupture de cicatrice » à la suite d'un « engorgement » et lui prescrive des bains dans les eaux de Barège à Lunéville. Les eaux de Barège sont des eaux minérales très riches en sulfures, recommandée pour le traitement des inflammations et suppurations.
Le 28 août 1825, Frédéric de Jullien meurt des suites de sa blessure, à Aix-en-Provence où il a élu domicile. Sur sa tombe, son frère fait ériger un monument à sa mémoire : 

« Honneur et Patrie, Ici repose Frédéric de Jullien, Major au régiment des dragons de la Gironde, Chevalier des ordres de la Légion d'Honneur et de Saint-Louis, Enlevé à l'âge de 40 ans à sa famille dont il était l'ornement, la gloire et le bonheur, à l'armée dont il fut l'un des plus vaillants soldats, à la patrie pour laquelle il versa plus de dix fois son sang. Son épouse, Elizabeth Jeanne Avias. Son frère, le maréchal de camp, comte Jullien, et son épouse, inconsolables, ont élevé ce monument. Il mourut le 28 août 1825 »

Il eut un fils Eugène-Frédéric Louis Marie-Victor de Jullien né le 6 décembre 1824, et mort à l’âge de 13 ans à Lyon le 11 avril 1837. En 1866, son corps et celui de son fils sont transférés de l'ancien cimetière de Lapalud vers l'actuel cimetière.

## Décorations
- Légion d'honneur :
  - Chevalier le 11 octobre 1812

- Ordre royal et militaire de Saint-Louis :
  - Chevalier le 18 décembre 1816